# Anna Lina Bagnoli Ravà
Anna Lina Bagnoli Ravà (Castelfiorentino, 8 febbraio 1925 – Ferrara, 24 novembre 2005) è stata una giurista italiana.

## Biografia
Nata a Castelfiorentino in provincia di Firenze, Anna Lina Bagnoli si laureò in giurisprudenza presso l’Università degli studi di Firenze nel luglio 1949 discutendo una tesi in diritto penale; nel 1951 si sposò con Franco Ravà, ma non ebbe figli.
Nell’anno accademico 1951-1952 venne nominata assistente straordinaria presso la cattedra di Diritto ecclesiastico dell’Università di Firenze e il 30 settembre 1958 abilitata alla libera docenza in Diritto canonico; in ruolo dall'anno accademico 1961-1962 e professore incaricato dal 2 maggio 1963 Anna Bagnoli Ravà è stata professore ordinario dal 1º febbraio 1964 fino alla collocazione a riposo decorsa dal 1º novembre 2000. È mancata nel 2005.
Tra le sue pubblicazioni ricordiamo: “Il problema delle lacune dell’ordinamento giuridico e della legislazione canonica”, Milano 1954; “I trapianti di organi da individuo a individuo nel diritto canonico”, Milano 1956; “Contributo allo studio dei diritti individuali e collettivi di libertà religiosa nella Costituzione italiana”, Milano 1959; “Il principio della distinzione delle funzioni e la tripartizione tra fedele, laico e chierico. Appunti per uno studio sullo ius ecclesiasticum internum alla luce del Concilio vaticano II”, in “Studi in onore di Pietro Agostino d’Avack”, III, Milano 1976, pp. 715-737; “I nodi al pettine”, «Il ponte», XXXV/2-3 (1979), pp. 245-267.

## Archivio
L'archivio di Anna Bagnoli Rava è conservato presso la Biblioteca del Circolo giuridico della Facoltà di giurisprudenza dell'Università degli studi di Siena; assieme all’ archivio è pervenuta anche la sua biblioteca: una raccolta di oltre mille volumi, numerosi estratti e serie di periodici d’interesse storico-giuridico. 